# Gmina Shalë
Gmina Shalë (alb. Komuna Shale) – gmina w Albanii, położona w północno-zachodniej części kraju. Administracyjnie należy do okręgu Szkodra w obwodzie Szkodra. W skład gminy wchodzi jedenaście niewielkich wsi górskich: Breg-Lumi, Abat, Nicaj-Shalë, Lekaj, Vuksanaj, Pecaj, Theth, Ndërhysaj, Gimaj, Nen-Mavriq, Mekshaj i Lotaj.